# 海羅伊斯凱 (斯卡多夫斯克區)
46°30′35″N 31°54′4″E / 46.50972°N 31.90111°E

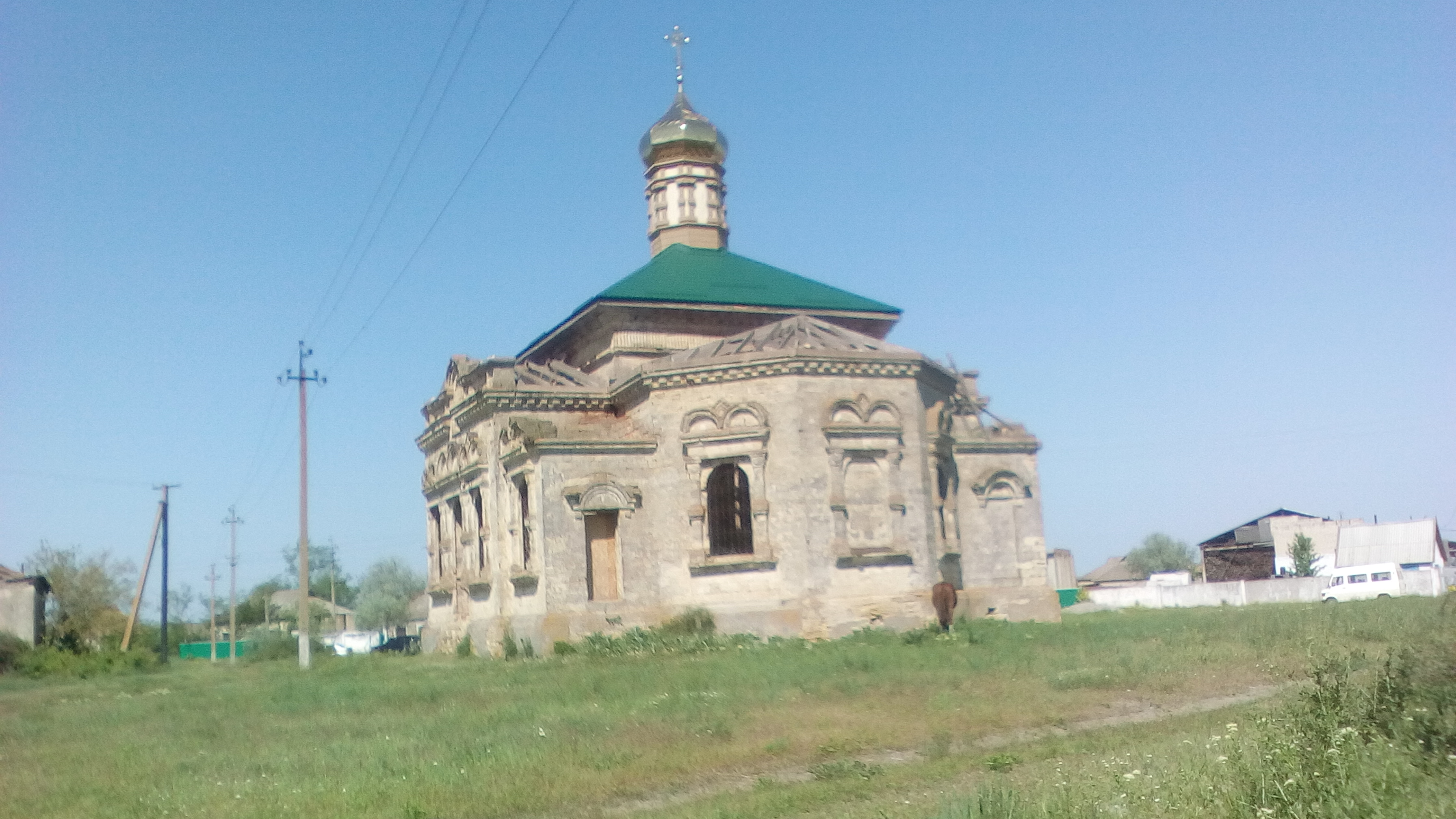
教堂

海羅伊斯凯（烏克蘭語：Геройське）是位於烏克蘭南部的村莊，由赫爾松州斯卡多夫斯克區的丘拉基夫卡市鎮負責管轄。該村始建於1963年，面積1.26平方公里，海拔高度4米，2001年人口670，人口密度每平方公里531.8人。現被俄羅斯佔領。